# Jimmy Johnstone

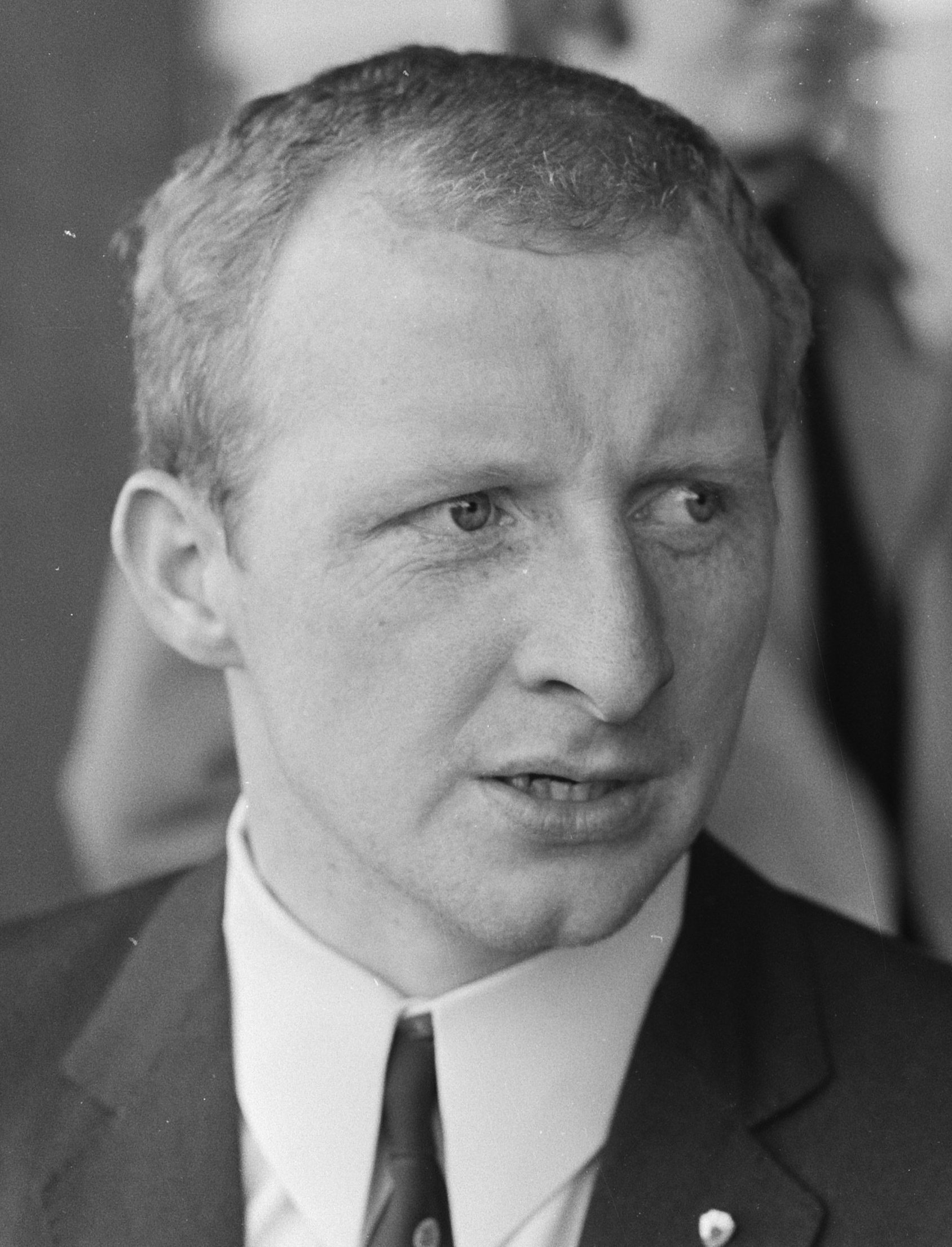
Johnstone als Celtic-speler in 1971.

Jimmy Johnstone (bijnamen "Jinky" en "de vlo") (Viewpark, South Lanarkshire, 30 september 1944 – Uddingston, 13 maart 2006) was een Schotse voetballer. Hij speelde vooral als buitenspeler.
Hij werd beschouwd als een "voetballegende". In 2002 werd hij door de fans van Celtic FC verkozen tot beste speler die ooit voor de club had gespeeld.
Johnstone werd gescout door zowel Celtic als Manchester United toen hij 13 jaar oud was. Hij tekende voor Celtic en speelde in 1963 zijn eerste wedstrijd voor de club. Hij was een van de "Lisbon Lions", het team dat in 1967, als eerste Britse team, de Europa Cup I won, in 1970  de EC Finale in Milaan tegen Feyenoord verloor en het team dat tussen 1965 en 1974 negen maal op rij Schots landskampioen werd. Hij speelde 515 wedstrijden voor de Schotse club en scoorde daarin 130 doelpunten. Nadat hij Celtic had verlaten speelde hij nog voor San Jose Earthquakes, Sheffield United, Dundee, Shelbourne en Elgin City.
Hij speelde slechts 23 interlands voor het Schots voetbalelftal. Dit kwam doordat hij niet meer voor het team wenste te spelen, omdat hij door de fans van andere clubs dan Celtic uitgefloten werd. Als dit niet gebeurd was, was het aantal van 23 ongetwijfeld veel hoger geweest.
In november 2001 werd bij Johnstone amyotrofe laterale sclerose vastgesteld, een ziekte waar nog geen remedie tegen is. In maart 2006 overleed hij aan de gevolgen van zijn ziekte.
In juni 2005 werd Johnstone de eerste levende persoon sinds de tijd van de tsaren waarvoor een Fabergé-ei werd ontworpen. Dit ei werd ontworpen door de achterkleindochter van Peter Carl Fabergé, Sarah Fabergé.